# NGC 4339
NGC 4339 (другие обозначения — UGC 7461, MCG 1-32-36, ZWG 42.68, VCC 648, PGC 40240) — эллиптическая галактика (E) в созвездии Девы.
В галактике находится сверхмассивная чёрная дыра, масса которой сильно выбивается из соотношения для эллиптических галактик между массой чёрной дыры и дисперсией скоростей в галактике. Её масса составляет 70 миллионов масс Солнца. Галактика имеет достаточно небольшую светимость для эллиптических галактик и иногда даже классифицируется как линзовидная. В центральных частях есть признаки наличия звёздного диска, богатого тяжёлыми элементами.
Этот объект входит в число перечисленных в оригинальной редакции «Нового общего каталога».